# De tre gracerna
De tre gracerna var ett namn under vilket tre hovdamer vid Gustav III:s hov blev kända i historien. De tre hovdamerna var Ulla von Höpken, Augusta Löwenhielm och Lovisa Meijerfeldt, som under 1770- och 1780-talet var välkända för sin skönhet och sina kärlekshistorier. Namnet kom från gracerna ur den grekiska mytologin. De tillägnades en berömd dikt av Johan Henric Kellgren, "Gracernas döpelse". Dikten tillkom troligen 1778 eller 1779, och utgavs i Utile Dulcis Vitterhetsnöjen, 4:de delen, 1781.      

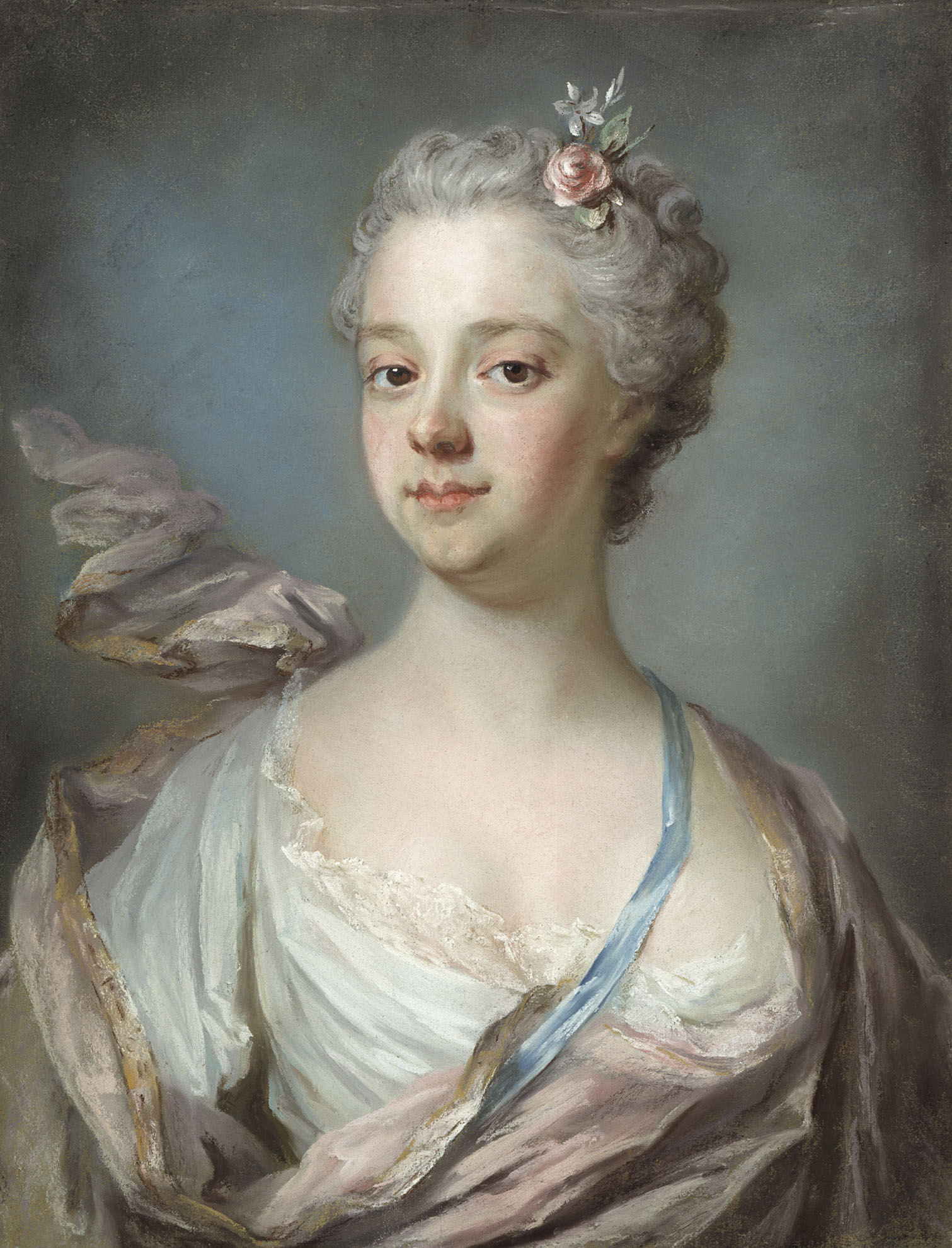
Ulla von Höpken, pastell av Gustaf Lundberg.
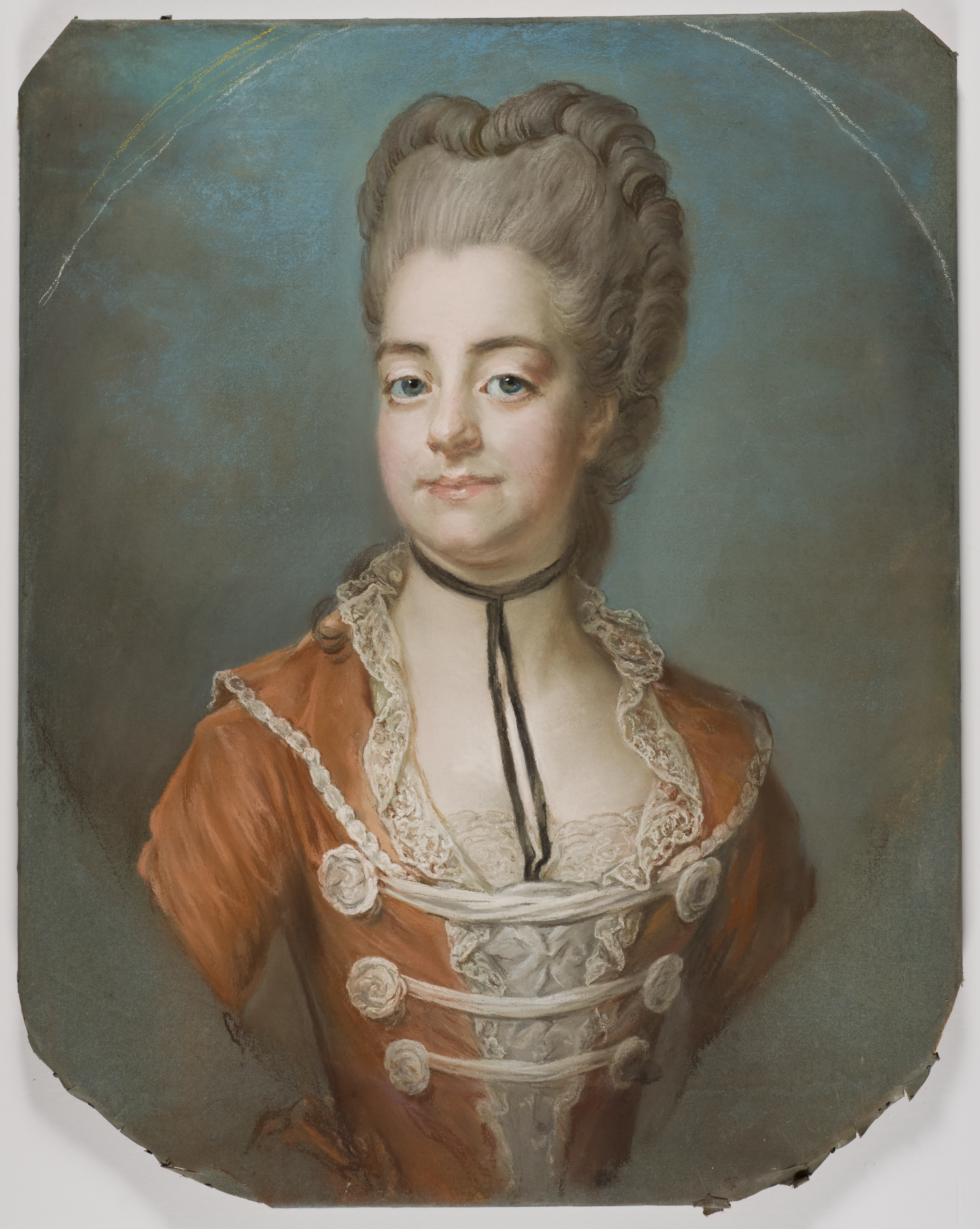
Augusta Löwenhielm, pastell av Gustaf Lundberg.
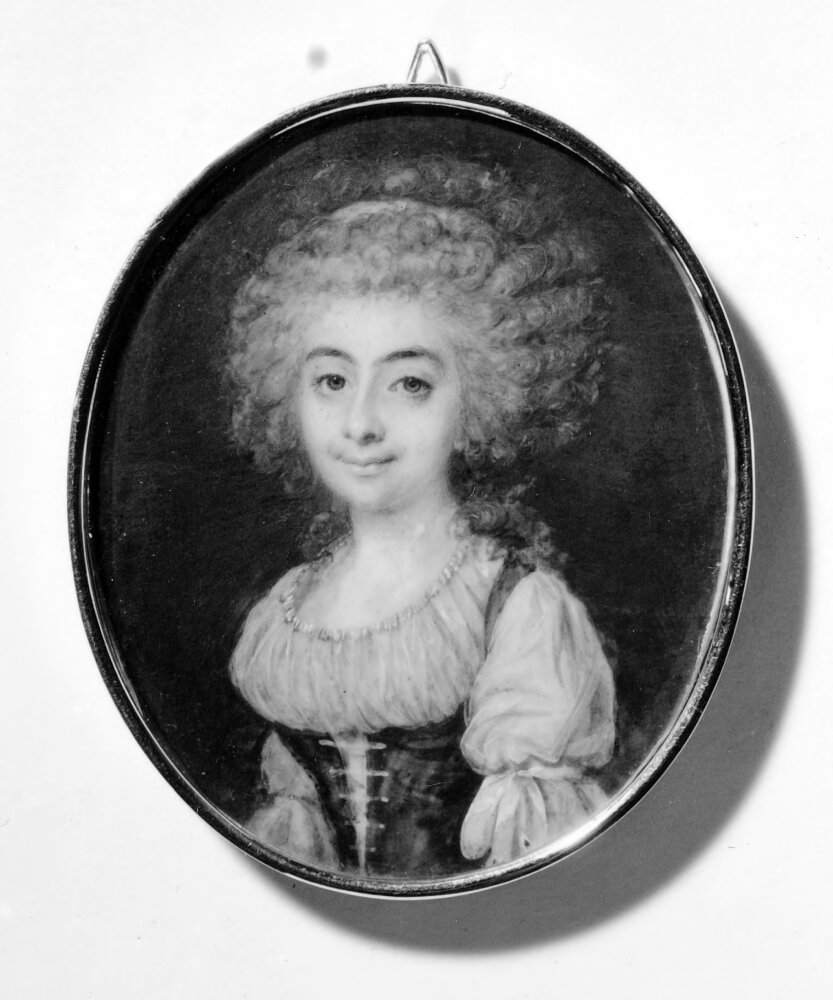
Lovisa Meijerfeldt, Miniatyr av Niklas Lafrensen.